# Solo (Kartenspiel)
SOLO ist ein Kartenspiel. Es erschien beim Amigo-Spieleverlag unter diesem Namen und ist eine der zahlreichen Mau-Mau-Varianten, aus der auch Uno hervorging. Bis Januar 2009 wurden 900.000 Spiele verkauft.

## Spielverlauf
Es werden am Anfang an jeden der beliebig vielen Mitspieler acht Karten ausgeteilt. Die Farben sind rot, gelb, blau und grün. Wer seine zweitletzte Karte abgelegt hat, muss „Solo“ rufen. Wenn er dies vergisst, erhält er als Strafe zwei zusätzliche Karten. Gewinner ist, wer als Erster keine Karten mehr besitzt.

## Aktions-Karten
Zusätzlich sind in dem Kartenstapel Aktionskarten.
| Karte             | Aktion |
| ----------------- | --- |
| +2                | Der vorherige Spieler bekommt zwei Karten vom Stoß. Die Karten können durch Ablegen weitergereicht werden.                                                                                 |
| +4                | Der nächste Spieler bekommt vier Karten vom Stoß und der Spieler, der sie gelegt hat, sagt dann die zu spielende Farbe an. Die Karten können durch Ablegen weitergereicht werden.          |
| →←                | Richtungswechsel – bei mehr als zwei Spielern wird die Spielrichtung gewechselt, bei zwei Spielern hat die Karte die gleiche Funktion wie die Überspringen-Karte.                          |
| (-)               | Überspringen – der nächste Spieler wird übersprungen. |
| · → ← ·           | Kartentausch – der Spieler, der die Karte gespielt hat, tauscht mit einem beliebigen Spieler die Karten. Dies ist eine Neuerung gegenüber den bereits erwähnten Regeln zu Mau-Mau und UNO. |
| [] → [] → [] → [] | Es werden die Karten in Spielrichtung (eine Runde) weitergegeben (was ebenfalls eine noch nicht bekannte Variante der Mau-Mau- und Uno-Regeln darstellt).                                  |

In einer neueren Version gibt es (zusätzlich) die folgenden zwei Karten:
| Karte    | Aktion                                                                     |
| -------- | -------------------------------------------------------------------------- |
| Schutz   | Schützt vor den Folgen anderer Aktionskarten.                              |
| Geschenk | Einem anderen Spieler werden zwei Karten aus der eigenen Hand „geschenkt“. |